# Comté de Plumas
Le comté de Plumas est un comté de l'État de Californie aux États-Unis. Lors du recensement de 2020, la population du comté est de 19 790 habitants. Son chef-lieu est Quincy alors que la plus grande ville en nombre d'habitants est East Quincy. 

## Géographie
Le comté de Plumas est bordé au nord-est par le comté de Lassen, au sud par le comté de Sierra, au sud-ouest par le comté de Yuba, à l'ouest par le comté de Butte, au nord-ouest par les comtés de Tehama et de Shasta. 

Plusieurs espaces protégés nationaux sont situés, partiellement, dans le comté, soit le parc national volcanique de Lassen, la forêt nationale de Lassen, la forêt nationale de Plumas et la forêt nationale de Tahoe. 

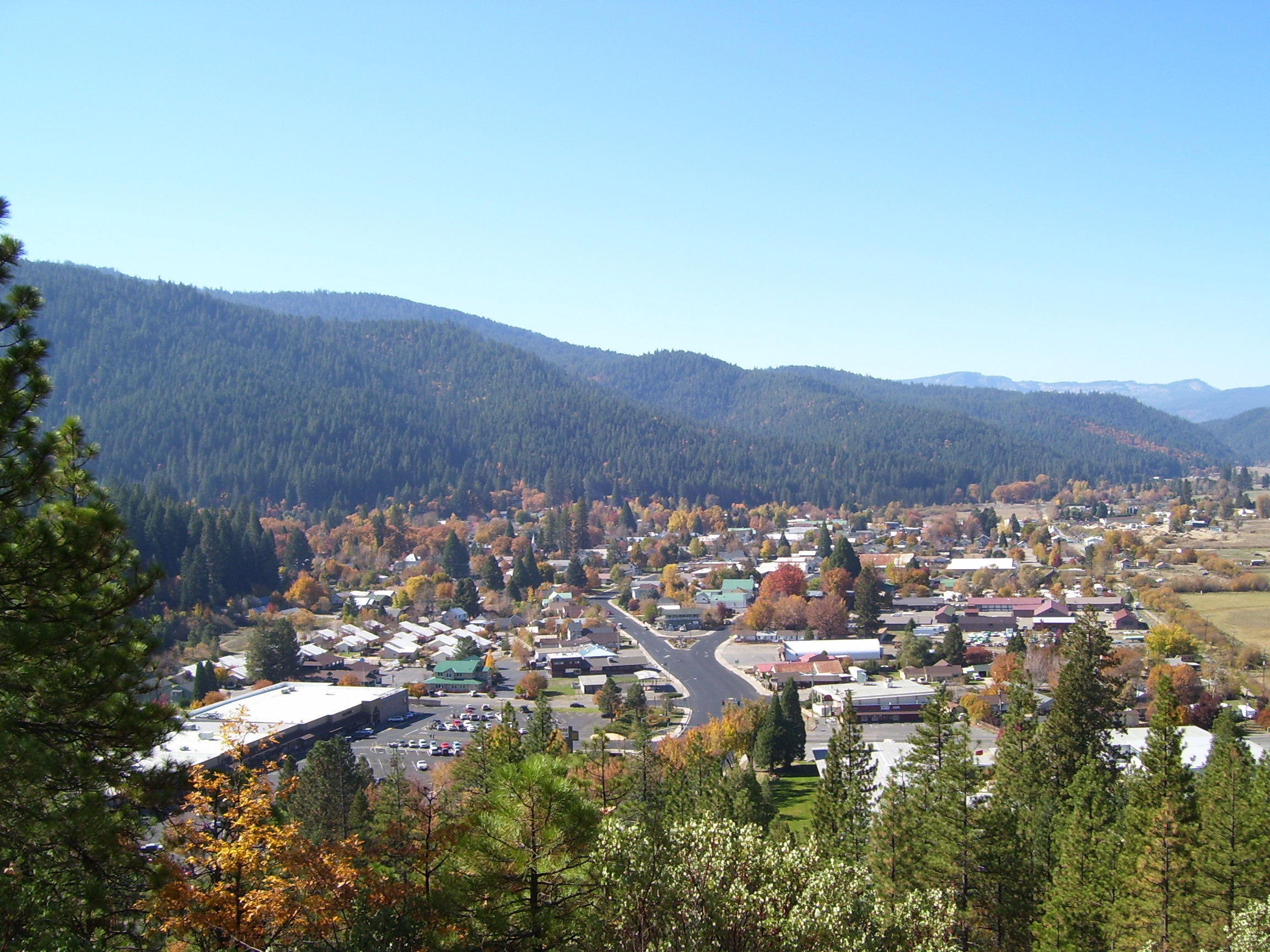
Le siège du comté, Quincy.
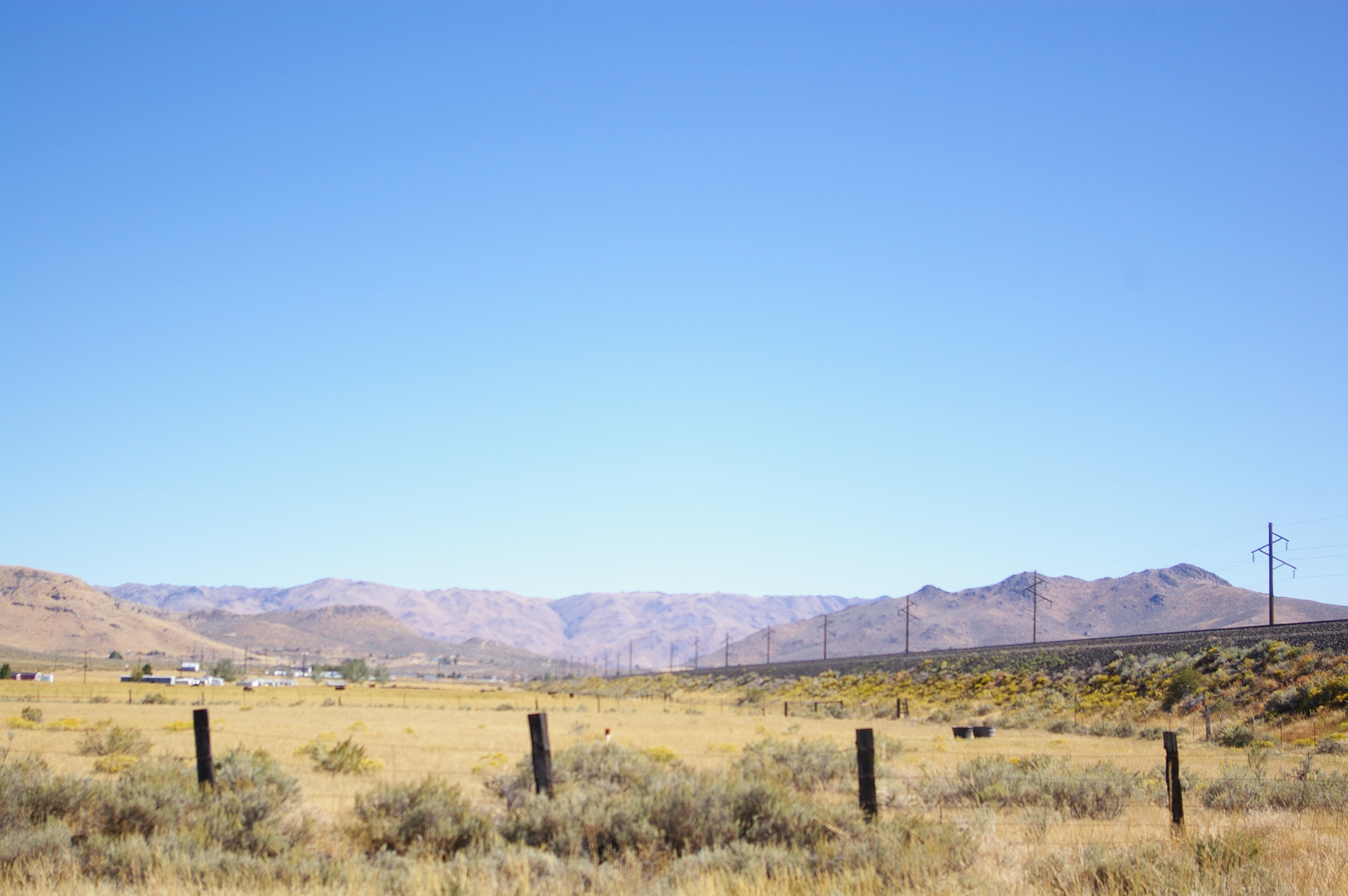
Col Beckwourth.
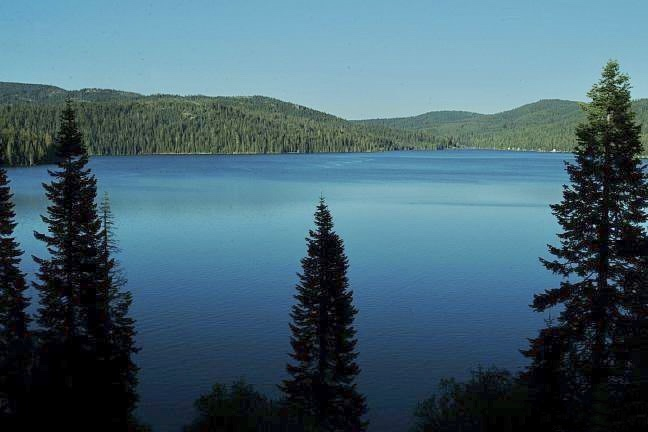
Lac Bucks dans la forêt nationale de Plumas.
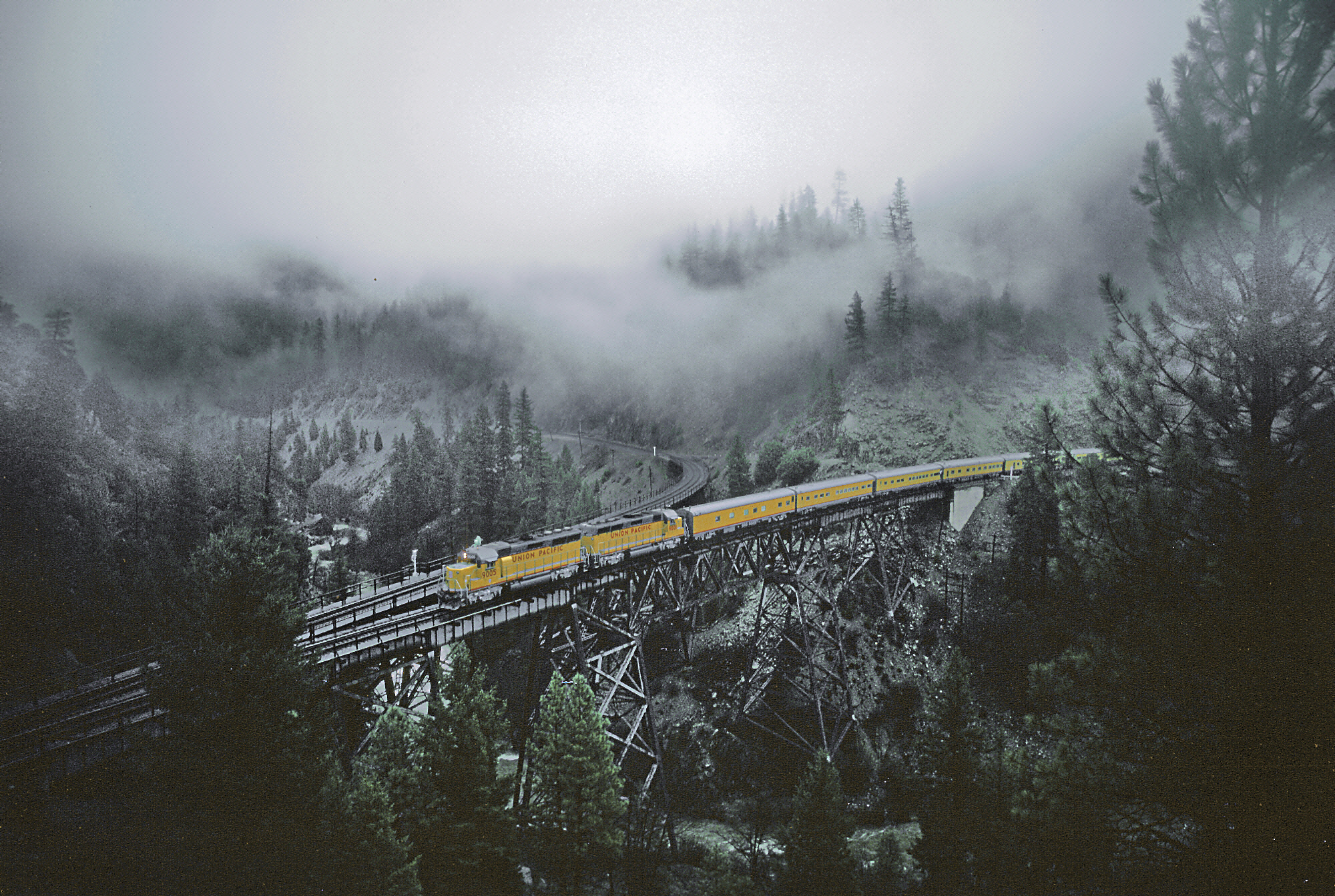
Jonction ferroviaire près de Keddie.

## Démographie
| 1860  | 1870  | 1880  | 1890  | 1900  | 1910  |
| ----- | ----- | ----- | ----- | ----- | ----- |
| 4 363 | 4 489 | 6 180 | 4 933 | 4 657 | 5 259 |

| 1920  | 1930  | 1940   | 1950   | 1960   | 1970   |
| ----- | ----- | ------ | ------ | ------ | ------ |
| 5 681 | 7 913 | 11 548 | 13 519 | 11 620 | 11 707 |

| 1980   | 1990   | 2000   | 2010   | 2020   | - |
| ------ | ------ | ------ | ------ | ------ | - |
| 17 340 | 19 739 | 20 824 | 20 007 | 19 790 | - |